# تفجيرات كركوك 2007
تفجيرات كركوك 2007 هي سلسلة من ثلاثة هجمات انتحارية بسيارات مفخخة وقعت في 16 يوليو 2007 في محافظة كركوك النفطية شمال العراق. أسفرت التفجيرات عن مقتل 86 شخصًا وإصابة ما يصل إلى 180 آخرين.

## التفجيرات
انفجرت القنبلة الأولى، التي تسببت في معظم الخسائر، في سوق مكتظ بالقرب من مكتب الاتحاد الوطني الكردستاني، وهو حزب سياسي كردي كان يقوده الرئيس العراقي السابق جلال طالباني. وأدى الانفجار الضخم إلى حفرة بعمق عدة أمتار، كما تسبب في تدمير أكثر من 20 سيارة وانهيار مبنيين بالكامل. وقع الهجوم الثاني بعد دقائق من الأول واستهدف محطة حافلات في سوق قريب بمنطقة تجارية تُدعى "إسكان"، مما أسفر عن إصابة مدني واحد. وبعد ساعات قليلة، انفجرت سيارة مفخخة في جنوب كركوك، مما أسفر عن مقتل ضابط شرطة وإصابة ستة آخرين. أما بالنسبة للانفجار الرابع، فقد اكتُشِفت السيارة المفخخة قبل انفجارها وتمكنت الجهات الأمنية من السيطرة عليها.

## ما بعد التفجيرات
حذر رئيس الوزراء العراقي السابق إياد علاوي من أن العراق ينزلق نحو مزيد من الفوضى. وأعرب علاوي عن مخاوفه من أن الإرهاب لا يظهر أي بوادر تراجع. ووصف البلاد بأنها تتزايد فيها الانقسامات الطائفية وسفك الدماء بشكل غير مقبول، محذرًا من كارثة وشيكة. كما أثارت التفجيرات المخاوف من تحول المسلحين إلى شمال العراق في ظل الجهود للحد من العنف الطائفي في بغداد.